# خواکین سانچز
خواکوین سانچز (به اسپانیایی: Joaquín Sánchez) بازیکن سابق فوتبال اهل اسپانیا است. 
او سال ۲۰۰۲ میلادی عضو تیم ملی فوتبال اسپانیا بود و در ۵۱ بازی ملی حضور داشت. او در بازی‌های ملی‌اش ۴ گل به ثمر رساند.